# انریکه اولبرا
انریکه اولبرا (اسپانیایی: Enrique Olvera‎؛ زادهٔ ۱۹۷۶) سرآشپز اهل مکزیک است. او مالک و سرآشپز رستوران پوژول است که بر آشپزی مکزیکی تمرکز دارد و در سال ۲۰۲۱ نهمین رستوران برتر جهان بود.